# Shenaz Patel
Shenaz Patel (sinh ngày 29 tháng 7 năm 1966) là một nhà văn người Mauritius.
Cô sinh ra ở Mauritius và viết bằng cả tiếng Pháp và tiếng Maurit Creole. Patel là một trong một nhóm các nhà văn người Mauriti, người sáng lập tạp chí văn học Tracés. Cô đã dịch hai câu chuyện về Tintin sang Creole: Le Secret de la Licorne và Trésor de Rackham le Rouge.
Vở kịch đầu tiên của cô La phobie du caméléon đã được trao giải thưởng Prix Beaumarchais.
Vào năm 2014, Vents d'ailleurs đã xuất bản cuốn tiểu thuyết Paradis Blues của cô, được viết bằng tiếng Pháp với Creole xen kẽ qua lời tường thuật.
Năm 2016, cô là người tham gia chương trình Viết cư trú mùa thu của Chương trình Viết quốc tế tại Đại học Iowa, thành phố Iowa, IA.

## Tác phẩm được chọn[1]

### Tiểu thuyết
- Le Portrait Chamarel (2002), đã nhận được giải thưởng Prix Radio France du Livre de l'Océan Indien
- Nhạy cảm (2003), đã nhận được giải thưởng Prix du Roman Francophonee
- Le Silence des Chagos (2005), đã nhận được giải thưởng Prix Soroptimist de la Romancière
- Paradis Blues (2014)

### Truyện
- "À l'encre d'un nom" trong Au tour des Femmes (1995)
- "Ille était une fois" trong Maurice, demain et après (1996)
- "Do-do, l'enfant" trong Histoires d'enfants (1999)
- "Marée noire" trong Nocturnes (2000)
- "Zistwar mistran" tại Nouvelles de l'étrange (2001), Creole
- "Nous avons pris des bateaux" và "Anvolé" (Creole) trong Voyages (2002)
- "Désir de mer" và "Lamer inn fermé" (Creole) trong En mer (2004)
- "Incroyable, dites-vous" và "Si ziraf pa kapav anvalé" (Creole) trong Histoires incroyables (2007)
- "Zistwar sosouri" trong Zistwar zanimo (2010), Creole
- "L'envers du ciel" trong De l'autre côté du ciel (2011)

### Vở kịch
- Esper Godo, bản dịch sang tiếng Maurit Creole của Waiting for Godot của Samuel Beckett